# Fluggerätmechaniker
| Berufsinformationen                       | Berufsinformationen                                                      |
| ----------------------------------------- | ------------------------------------------------------------------------ |
| Ausbildungsform                           | Duales System                                                            |
| Ausbildungsdauer                          | 3,5 Jahre                                                                |
| Arbeitsorte                               | - Industriebetriebe - Flughäfen - Fliegerhorste (Militär)                |
| Berufsbezeichnung                         | Fluggerätmechaniker                                                      |
| Fachrichtungen                            | - Instandhaltungstechnik - Fertigungstechnik - Triebwerkstechnik         |
| Sozialversicherungpflichtige Beschäftigte | 14.330 (Jahr 2007)                                                       |
| Frauenanteil                              | 2,4 %                                                                    |
| Arbeitslosenzahl                          | 319 Personen (2,2 %) (Jahr 2007)                                         |
| Weiterbildung                             | - EASA-Part-66-Prüfer - Staatlich geprüfter Techniker - Industriemeister |
| Quellen                                   | - Berufe im Spiegel der Statistik - BerufeNet der Agentur für Arbeit     |

Fluggerätmechaniker arbeiten in der Herstellung, Wartung und Instandsetzung von Luftfahrzeugen sowie in der Zulieferindustrie für Luftfahrtunternehmen, wie zum Beispiel Triebwerk- oder Komponentenhersteller. Zudem kommen viele Fluggerätmechaniker aus dem Militär, wie der Luftwaffe, dem Heer oder auch der Marine sowie auch aus dem öffentlichen Dienst wie z. B. Polizei und Bundespolizei, die allesamt Fluggeräte betreiben und unterhalten.
Der Ausbildungsberuf Fluggerätmechaniker gliedert sich in drei verschiedene Fachrichtungen:
- Fluggerätmechaniker Fachrichtung Instandhaltungstechnik,
- Fluggerätmechaniker Fachrichtung Triebwerkstechnik,
- Fluggerätmechaniker Fachrichtung Fertigungstechnik.

Die Ausbildung dauert in der Regel 3,5 Jahre, diese wird mit einem IHK-Facharbeiterbrief abgeschlossen.
Nach der Ausbildung können sehr viele Arten der Weiterbildung erfolgen, wie zum Beispiel:
- Typen-Schulung (Type Ratings) auf einzelnen oder mehreren Flugzeugen,
- Schulung zum Selbst- oder Nachprüfer nach EASA PART 66,
- Berechtigung zur Komponentenwartung oder auch speziellen Bearbeitungs- und Prüfverfahren wie Schweißen, Röntgenprüfung, Ultraschallprüfung, zerstörungsfreie Prüfverfahren,
- Staatlich geprüfter Techniker in Luftfahrttechnik,
- Studium zum Diplom-Ingenieur „Luft- und Raumfahrttechnik“.

Da meist mit sehr hochwertigen und komplexen Systemen gearbeitet wird, kann man den Beruf in die Gruppe der „Hi-Tech“- oder auch „Hochtechnologie“-Berufe einordnen.

## Der Begriff Fluggerätmechaniker

Anzahl der Beschäftigten seit 1999

Im Zuge der Neuordnung der technischen Luftfahrtberufe wurden die damaligen Ausbildungsberufe Flugzeugmechaniker bzw. Fluggerätmechaniker, Fluggerätbauer und Triebwerksmechaniker in einem Ausbildungsberuf mit drei Fachrichtungen zusammengefasst. Die korrekte Berufsbezeichnung heißt nicht Fluggerätemechaniker, sondern Fluggerätmechaniker. Dieser Begriff beschreibt einen Mechaniker, der ein Fluggerät wartet, instand setzt, herstellt oder dessen Triebwerke instand hält und herstellt.
Die alten Berufsbezeichnungen bezogen sich nur auf das Flugzeug. Ein Fluggerätmechaniker arbeitet jedoch auch an Hubschraubern, Luftschiffen, Bodeneffektfahrzeugen oder auch an Flugkörpern wie Drohnen oder Raketen. Da dies alles Fluggeräte sind, umschreibt der Begriff gut das Berufsbild.
Um die elektrischen Komponenten in den Fluggeräten kümmert sich der Fluggerätelektroniker.

## Der Beruf im Überblick
Durch die zunehmende Bedeutung des Flugzeuges in den 1950er und 1960er Jahren, entwickelten sich auf Basis der konventionellen Metallberufe eigene, spezialisierte Luftfahrtberufe. So auch der 1961 geschaffene Beruf des Flugzeugmechanikers, der den schon seit 1936 bestehenden Beruf des Metallflugzeugbauers ergänzte. 1983 wurde der Flugzeugmechaniker durch den Fluggerätmechaniker und der Metallflugzeugbauer durch den Fluggerätbauer abgelöst. Im Zuge der Neuordnung der technischen Luftfahrtberufe wurde der Fluggerätbauer 1997 schließlich vom heutigen Beruf des Fluggerätmechanikers in der Fachrichtung Fertigungstechnik ersetzt. Die beiden anderen Fachrichtungen Instandhaltungstechnik und Triebwerkstechnik wurden so ausgelegt, dass ein Umstieg, in den einzelnen Fachrichtungen, leicht möglich ist. Trotz der immer größer werdenden Anzahl vollautomatischer Arbeitsprozesse und der geringen Zahl der Ausbildungsunternehmen, ist der Beruf des Fluggerätmechanikers zurzeit sehr gefragt und die Chancen auf dem Arbeitsmarkt dafür stehen trotz der weltweiten Luftfahrtkrise gut.

Historische Entwicklung des Berufsbildes

### Fachrichtung Instandhaltungstechnik
Fluggerätmechaniker der Fachrichtung Instandhaltungstechnik sorgen für die Funktionstüchtigkeit von Fluggeräten und montieren bzw. reparieren Baugruppen. Diese Arbeiten verrichten sie überwiegend in Instandhaltungs-, Wartungs- bzw. Überholungsbetrieben in der Luftfahrtindustrie. Ein Arbeitsbereich ist auch der Herstellungsbetrieb. Dort arbeitet der Fluggerätmechaniker Fachrichtung Instandhaltungstechnik überwiegend in der „Final Assembly Line“ (Endmontagelinie) oder der Flightline (Einflug).
Hauptaufgaben sind:
- Montage beziehungsweise Demontage von Systembauteilen,
- Einstellarbeiten an Flugzeugsystemen,
- Sichtkontrollen und technische Flugfreigaben (Release to Service),
- Fehlersuche (Troubleshooting) und Fehlerbehebung,
- Durchführung von planbaren sowie nicht planbaren Instandhaltungsarbeiten in Zusammenhang mit der technischen Dokumentation und Handbüchern der Hersteller,
- Vor-, Zwischen- und Nachflugkontrollen, Standzeitenkontrollen (Daily-, Pre-Flight-, Nightstop Check usw.).

### Fachrichtung Fertigungstechnik
Fluggerätmechaniker der Fachrichtung Fertigungstechnik sind überwiegend in der Herstellung von Fluggeräten sowie in der Instandhaltung beschäftigt. Dort fügen und montieren sie zum Beispiel Einzelteile der Struktur zu kompletten Flugzeugrümpfen. Oft muss der Mechaniker dies mithilfe von sehr komplexen Bauunterlagen und mit sehr großer Sorgfalt bewerkstelligen. Zudem gehört auch die Ausrüstung und Ausstattung zum Aufgabengebiet. Dabei werden Systemkomponenten oder Kabineneinrichtungen in das Flugzeug eingerüstet und eingestellt.
Die einzelnen Aufgaben lassen sich wie folgt beschreiben:
- Strukturmontage: Dort werden Spante, Stringer, Außenhaut und andere Bauteile durch Nieten, Bohren, Senken, Schrauben oder auch Kleben und Schweißen zu vollständigen Komponenten wie zum Beispiel Flugzeugrümpfen und Tragflächen zusammengefügt.
- Ausrüstungsmontage: Dort werden alle Systemkomponenten wie Hydraulik- und Kraftstoffanlagen zu vollständigen und funktionstüchtigen Systemen montiert. Dort werden auch die ersten Systemtest durchgeführt wie etwa Dichtigkeitskontrollen und Durchgangskontrollen an elektrischen und elektronischen Systemen.
- Ausstattungsmontage: Dort werden Kabineneinrichtungen montiert und eingestellt. Dort montiert man zum Beispiel Flugzeugsitze, Verkleidungen, Teppiche oder auch Notrutschen und Toiletten. Dort ist größte Sorgfalt und Sauberkeit gefragt, da dies die Bereiche sind, wo später der Kunde sitzt.
- Endmontage: Dort werden die Bauteile aus der Strukturmontage zum endgültigen Flugzeug montiert. Es werden Computer eingerüstet und die finalen Systemtest durchgeführt. Zudem werden große Baugruppen wie Fahrwerke und Triebwerke montiert.
- Wartung und Instandsetzung: Dort werden hauptsächlich Reparaturen und Umrüstungen von Strukturbauteilen vorgenommen.

### Fachrichtung Triebwerkstechnik
Der Fluggerätmechaniker Fachrichtung Triebwerkstechnik arbeitet überwiegend bei Triebwerksherstellern und deren Wartungsbetrieben. Dieser montiert Triebwerkskomponenten zu vollständigen Triebwerken, wartet und setzt Triebwerke instand. Zudem testet und überprüft er Triebwerke in speziellen Triebwerkstestständen.

## Aufgaben und Tätigkeiten
Als Fluggerätmechaniker findet man seinen Arbeitsplatz bei Flugzeugherstellern, bei Fluggesellschaften und Service- oder Wartungsbetrieben sowie bei Zulieferbetrieben der Luft- und Raumfahrtbranche. Eher selten auch bei Raumfahrtunternehmen. Man muss anhand von technischen Zeichnungen Einzelteile bis hin zu ganzen Baugruppen montieren und dabei mit höchster Präzision und oft unter hohem Zeitdruck arbeiten. Sie bauen die Innenausstattungen und Ausrüstungskomponenten ein, beheben Fehler und testen Systeme. Die Wartung der Fluggeräte gehört ebenso zum Aufgabenbereich wie die Instandsetzung fehlerhafter Teile. Vor der Arbeit muss man den genauen Ablauf technisch und organisatorisch planen, nach der Arbeit Fehler, erledigte Aufgaben, Messdaten und anstehende Tätigkeiten schriftlich in Logbüchern bzw. Arbeitspapieren oder an einem Computer dokumentieren.
Das Bedienen großer und spezieller Maschinen und Werkzeugen gehört genauso zum Aufgabenspektrum wie das Überwachen verschiedener automatisierter Vorgänge.
Eventuell spezialisieren sich Fluggerätmechaniker später auf Teilbereiche wie zum Beispiel Zellenbau, Mechanische Systeme, Pneumatische und Hydraulische Systeme sowie Hubschraubertechnik. Auch müssen sehr häufig Prüflizenzen, Typenkurse und andere Spezialisierungen im Beruf erworben werden. Zum Aufgabengebiet gehören auch zerstörungsfreie Prüfverfahren und Sichtinspektionen mit Hilfe von Boroskopen.

## Anforderungen und Arbeitsbedingungen
An den Fluggerätmechaniker werden ein gutes Wahrnehmungsvermögen und Geschick sowie absolute Präzision bei der Arbeit verlangt. Zudem ist Teamfähigkeit heutzutage unerlässlich, da man meistens seine Arbeiten in einem Team ausführen muss. Sehr gute Englischkenntnisse sind unerlässlich, da dies meist die unternehmensinterne Sprache oder die in den notwendigen Dokumentationen verwendete Sprache ist. Räumliches Denkvermögen und technisches Verständnis sind ebenso notwendig. Wie in allen luftfahrttechnischen Berufen ist oftmals Reisebereitschaft, sowie Flug- und Tropentauglichkeit gefordert.
Man erwartet vom Arbeitnehmer ein systematisches, planvolles und eigenverantwortliches Arbeitsverhalten sowie die Bereitschaft sich fachlich weiterzubilden. Da in diesem Berufszweig Schichtarbeit und sehr oft Arbeiten unter erschwerten Bedingungen erforderlich sind, wird ein guter bis sehr guter Gesundheitszustand vorausgesetzt. Dieser wird auch regelmäßig von Betriebsärzten überprüft. Zudem wird teilweise auch Tropentauglichkeit und Flugtauglichkeit verlangt, sowie regelmäßig durch ärztliche Gutachten belegt.
Am Arbeitsplatz, der oft in großer Höhe oder in engen Bereichen liegt, ist es meist sehr laut, staubig und man hat mit reizenden Gerüchen, gesundheitsgefährdenden Stoffen und einer unbequemen Arbeitshaltung zu kämpfen. Insbesondere im Bereich der Flugzeugwartung findet ein Großteil der Arbeiten auf dem Flughafenvorfeld statt, wobei das Personal ganzjährig den Witterungseinflüssen ausgesetzt ist. Auch hat der Arbeitnehmer meist unter Zeitdruck und hoher körperlicher Anstrengung komplexe Aufgaben zu erledigen.
Meist wird auch ein einwandfreier Leumund sowie eine erfolgreiche Überprüfung der Zuverlässigkeit nach LuftSiG § 7 (ZÜP) gefordert.
Im Berufsbild Fluggerätmechaniker gelten in Österreich Frauen entgegen den Männern als Schwerarbeiter im Sinne der Schwerarbeitsverordnung und der dazu ergangenen Berufsliste.
Anforderungen:
- mittlere Reife oder qualifizierter Hauptschulabschluss,
- gute Noten in Mathematik, Englisch und Physik,
- handwerkliches Geschick und räumliches Vorstellungsvermögen,
- keine Farbblindheit oder Höhenangst,
- Verantwortungsbewusstsein und Genauigkeit,
- Teamfähigkeit sowie gute allgemeinbildende Kenntnisse.

## Ausbildung

Anzahl der Auszubildenden seit 1975

Regionale Verteilung der Auszubildenden 2006

Der Ausbildungsberuf Fluggerätmechaniker/Fluggerätmechanikerin ist (in Deutschland) staatlich anerkannt und gehört der Berufsgruppe 28 „Mechaniker“ an. Die Ausbildung dauert in der Regel 4 Lehrjahre (entspricht 3 ½ Jahren). Sie kann durch eventuell vorhandene Kenntnisse und Lernjahre jedoch verkürzt werden. Dazu zählen ein schulisches Berufsgrundbildungsjahr, der Besuch einer Berufsfachschule sowie sonstige berufliche oder allgemeine Vorbildungen. Diese werden der Vorbildung entsprechend der Ausbildungszeit angerechnet. Die Ausbildung wird im Dualen System durchgeführt. Es besteht allerdings auch die Möglichkeit einer beruflichen Weiterbildung. Dazu ist ein förderlicher Beruf wie zum Beispiel Kfz-Mechatroniker oder Industriemechaniker notwendig. Zudem gibt es noch eine Besonderheit in diesem Beruf. Bis zum Antritt der Zwischenprüfung durchlaufen alle drei Fachrichtungen des Fluggerätmechanikers eine, nach dem Ausbildungsrahmenplan, einheitlich gegliederte Ausbildung. Erst nach der Zwischenprüfung beginnt die eigentliche Spezialisierung in die einzelnen Fachrichtungen.
Am Ende wird eine Abschlussprüfung geschrieben. In dieser soll die Facharbeiterqualifikation, also die Eigenständigkeit beim Lösen technischer Probleme und die praktische Ausübung verschiedener Tätigkeiten nachgewiesen werden. Der Prüfling muss eine Systemkomponente montieren und eine Fluggerätstruktur fertigen beziehungsweise instand setzen. Des Weiteren hat er unter Berücksichtigung funktionaler, konstruktiver und fertigungstechnischer Gesichtspunkte einen Arbeitsablauf zu planen. In dem 5-stündigen schriftlichen Teil muss er seine Kenntnisse aus den Fächern Fertigung, Instandhaltung, Fluggerättechnik, Wirtschafts- und Sozialkunde unter Beweis stellen.
Die Prüfung ist bestanden, wenn jeweils im schriftlichen und praktischen Teil und im schriftlichen Teil in den Prüfungsfächern Fertigung und Instandhaltung ausreichende Leistung erbracht wurde. Die Prüfung wird bei der Industrie- und Handelskammer abgelegt und kann bei Nichtbestehen laut Berufsbildungsgesetz zweimal wiederholt werden.
Alternativ kann man sich auch zur Facharbeiterprüfung bei der IHK anmelden, nachdem man 63 Monate an Flugzeugen gearbeitet hat (Berufsbildungsgesetz § 45).
Besser ist es, wenn man sich gleich auf die EASA Teil 66 Lizenz vorbereitet. Diese kann man an einer EASA Teil 147 Schule oder im Selbststudium erwerben, dafür braucht man nur 3 bis 5 Jahre an Flugzeugen zu arbeiten (Verordnung (EG) 2042/2003 (Teil-66)).

## Lehre in Österreich
In Österreich ist Luftfahrzeugtechnik ein anerkannter Lehrberuf mit dualer Ausbildung. Der Lehrberuf Luftfahrzeugtechnik kann mit einem der folgenden drei Schwerpunkten mit einer jeweiligen Ausbildungsdauer von 3,5 Jahren absolviert werden:
- Flugzeuge mit Turbinentriebwerken
- Flugzeuge mit Kolbentriebwerken
- Hubschrauber

## Finanzielle Aspekte
Der Beruf Fluggerätmechaniker ist im Allgemeinen eine gut bezahlte Tätigkeit. Da man eine sehr hohe Verantwortung trägt und eine sehr hohe fachliche Kompetenz vorweisen muss. Die Arbeitslöhne differieren jedoch sehr stark. Deswegen ist eine allgemeine Angabe sehr schwierig. Allgemein kann man eine Spanne von 1800 bis zu 3800 € brutto angeben. Dabei spielen Faktoren wie erworbene Zertifikate und Prüflizenzen sowie Erfahrungsjahre im Beruf und Dauer der Betriebszugehörigkeit eine Rolle. Hinzu kommen noch Schichtzulagen, Gefahrenzulagen oder auch Boni und Leistungszulagen. Ein EASA-Part-66-B1-Techniker kann ein Jahresgehalt von bis zu 77.000 Euro (Stand 2011) erzielen.

### Ausbildungsvergütung
Der Auszubildende erhält eine monatliche Ausbildungsvergütung. Diese wird grundsätzlich tarifvertraglich geregelt. Dazu können noch übertarifliche Zahlungen wie beispielsweise
- Urlaubsgeld und Weihnachtsgeld,
- Fahrtkostenzuschüsse,
- Berufsausbildungsbeihilfe oder Kindergeld

kommen.
Die Ausbildungsvergütung eines Fluggerätmechaniker-Auszubildenden betrug im Jahr 2011:
- 1. Ausbildungsjahr: 781–805 Euro
- 2. Ausbildungsjahr: 832–850 Euro
- 3. Ausbildungsjahr: 890–912 Euro
- 4. Ausbildungsjahr: 935–968 Euro

## Aufstiegs- und Weiterbildungsmöglichkeiten
Durch immer neue Techniken und Methoden wird man immer wieder an Seminaren, Schulungen und Lehrgängen teilnehmen und über das Erlernte auch Prüfungen ablegen müssen. Man kann sich zum Beispiel zum Techniker weiterbilden oder die Fachrichtung wechseln (Triebwerkstechnik, Instandhaltung). Auch kann man mit genügend Berufserfahrung zum Schichtleiter aufsteigen oder nach einer erfolgreichen Ausbildereignungsprüfung in die Ausbildung wechseln. Als Weiterbildungsmöglichkeiten kommen besonders der/die Industriemeister Luftfahrttechnik und Staatlich geprüften Techniker (Luftfahrt und Maschinentechnik) in Frage. Die wohl wichtigste Weiterbildung ist die EASA-PART-66-Modulausbildung oder auch qualifizierende Typenlehrgänge. Nachfolgend werden die wichtigsten Weiterbildungen angeführt.

### Prüfer von Luftfahrtgeräten
Der Prüfer in den Klassen 1–4 wird im Bereich der Stück- und Nachprüfung von Fluggeräten, sonstigem Luftfahrtgerät und Teilen prüftechnisch eingesetzt. Diese führt er im Zusammenhang mit der „Prüfordnung für Luftfahrtgerät“ durch. Dabei wird in Stückprüfung und Nachprüfung unterschieden. Die Stückprüfung findet bei der Herstellung von Fluggeräten Anwendung. Die Nachprüfung findet bei der Instandhaltung und Überholung statt. Durch die komplexen Abläufe an einem Fluggerät gibt es gewisse Unterteilungen (Prüfklassen) und Fachgebiete (Fachrichtungen):
- Klasse 1: Stück- und Nachprüfung von Flugzeugen, Drehflüglern und Luftschiffen in den Fachrichtungen Flugwerk, Triebwerk, elektronische Ausrüstung
- Klasse 2: Nachprüfung in der Wartung und Instandhaltung von Flugzeugen, Drehflüglern und Luftschiffen, Fachrichtungen wie bei Klasse 1
- Klasse 3: Stück- und Nachprüfung von Motorseglern, Segelflugzeugen, Ballonen und Rettungsfallschirmen, Fachrichtung Flugwerk bzw. Triebwerk für Motorsegler und Segelflugzeuge und Fachrichtung elektronische Ausrüstung für Motorsegler und Segelflugzeuge.
- Klasse 4: Stück- und Nachprüfung von Flugmotoren, Luftschrauben, Geräten der elektronischen Ausrüstung, von sonstigem Luftfahrtgerät und Teilen von Luftfahrtgerät

Anforderungen an die Lizenzerwerber:
- Klasse 1: Staatlich geprüfter Techniker
- Klasse 2: Facharbeiter oder Geselle
- Klasse 3: Facharbeiter oder Geselle
- Klasse 4: Förderliche Berufsausbildung

Diese Arten von Prüfklassen und die Lizenzierung finden nur national und hauptsächlich bei Fluggeräten unter 5,7 t zulässigem Gesamtgewicht Anwendung.

### EASA PART-66
Das Luftfahrt-Bundesamt stellt, nach EASA Part-66 (ehemals JAR-66), folgende Lizenzen für Freigabeberechtigtes Personal nach absolviertem Type Rating aus (CRS-> Certificate to Release to Service).
Der Betreiber legt nun in einem Instandhaltungskonzept zwei Bereiche der Instandhaltung fest:
LINE- (schnelle Instandsetzung, kleine Checks, kleine nichtlinearen Störungen)
& BASE Maintainance (schwere Instandsetzung, planbare Maßnahmen, langwierig)
Personal mit entsprechender Professionalisierung und/oder Ausbildung darf, nach Maßgabe des Halters, Instandhaltungsmaßnahmen am Luftfahrzeug durchführen. Die Abnahme der Arbeiten wird dann über das Personal mit CRS in verschiedenen Tiefen für den Flugbetrieb wieder freigegeben.
- CAT-A: Freigabeberechtigtes Personal, welches einfache, selbst durchgeführte, Arbeiten an nicht luftfahrzeugkritischen Systemen für den Flugbetrieb freigeben darf.
- CAT-A1: Flächenflugzeuge mit Turbinentriebwerk
- CAT-A2: Flächenflugzeuge mit Kolbentriebwerk
- CAT-A3: Hubschrauber mit Turbinentriebwerk
- CAT-A4: Hubschrauber mit Kolbentriebwerk
- CAT-B1: Freigabeberechtigtes Personal, welches eigene sowie von anderen Personen durchgeführte Arbeiten an Komponenten und Baugruppen für den Flugbetrieb freigeben darf. Die entsprechende Unterkategorie A ist mit eingeschlossen. Besonderheit ist eine kleine Schnittmenge mit avionischen Anlagen.
- CAT-B1.1: Flächenflugzeuge mit Turbinentriebwerk
- CAT-B1.2: Flächenflugzeuge mit Kolbentriebwerk
- CAT-B1.3: Hubschrauber mit Turbinentriebwerk
- CAT-B1.4: Hubschrauber mit Kolbentriebwerk
- CAT-B2: Freigabeberechtigtes Personal welches Arbeiten in elektrischen und elektronischen Komponenten und Baugruppen sowie Avionik für den Flugbetrieb freigeben darf. Die Berechtigungen nach CAT A und CAT B3 sind nicht Bestandteil der CAT B2. Die CAT B2 Freigabeberechtigung ist nicht in weitere Unterkategorien unterteilt.
- CAT-B3:' Freigabeberechtigtes Personal, welches eigene sowie von anderen Personen durchgeführte Arbeiten an Komponenten und Baugruppen für den Flugbetrieb freigeben darf. Diese Lizenz gilt jedoch nur für nicht druckbelüftete Flächenflugzeuge mit Kolbentriebwerk und nur bis zu einer maximalen Abflugmasse von 2000 kg.

Das war das Personal, das in der Line arbeitet. In der Base, also schwereren, langfristigeren Instandhaltungsmaßnahmen (Grundüberholung, schwere Instandsetzung) wird das Luftfahrzeug aus dem Flugbetrieb gelöst. Hier können auch wieder alle arbeiten, die auf das Muster ausgebildet und zugelassen sind, aber die Ausnahme besteht darin, dass der einzige der das Luftfahrzeug wieder freigibt, ist der "CAT C"
- CAT-C: Freigabeberechtigtes Personal, welches ein Luftfahrzeug in seiner Gesamtheit für den Flugbetrieb freigeben darf, nachdem einzelne Instandhaltungsarbeiten durch Unterstützungspersonal (supporting staff) geprüft wurden. Es wird zwischen "Großen Flugzeugen" (>5700 kg maximale Abflugmasse) und "Andere als große Flugzeuge" (<5700 kg maximale Abflugmasse) unterschieden.[6]

### Staatlich geprüfter Techniker
tbd

### Industriemeister Luftfahrttechnik
tbd

## Andere Länder

### Österreich
In Österreich nennt sich der Beruf Luftfahrzeugtechniker. Er gliedert sich hier ebenfalls in drei Ausbildungsschwerpunkte:
- Luftfahrzeugtechniker – Flugzeuge mit Kolbentriebwerken
- Luftfahrzeugtechniker – Flugzeuge mit Turbinentriebwerken
- Luftfahrzeugtechniker – Hubschrauber

Die Lehrzeit beträgt 3,5 Jahre. Abgeschlossen wird diese mit einem Facharbeiterbrief.
Der Beruf des Flugzeugbautechnikers ist dem Luftfahrzeugtechniker übergeordnet.